# Ole J. Kvale

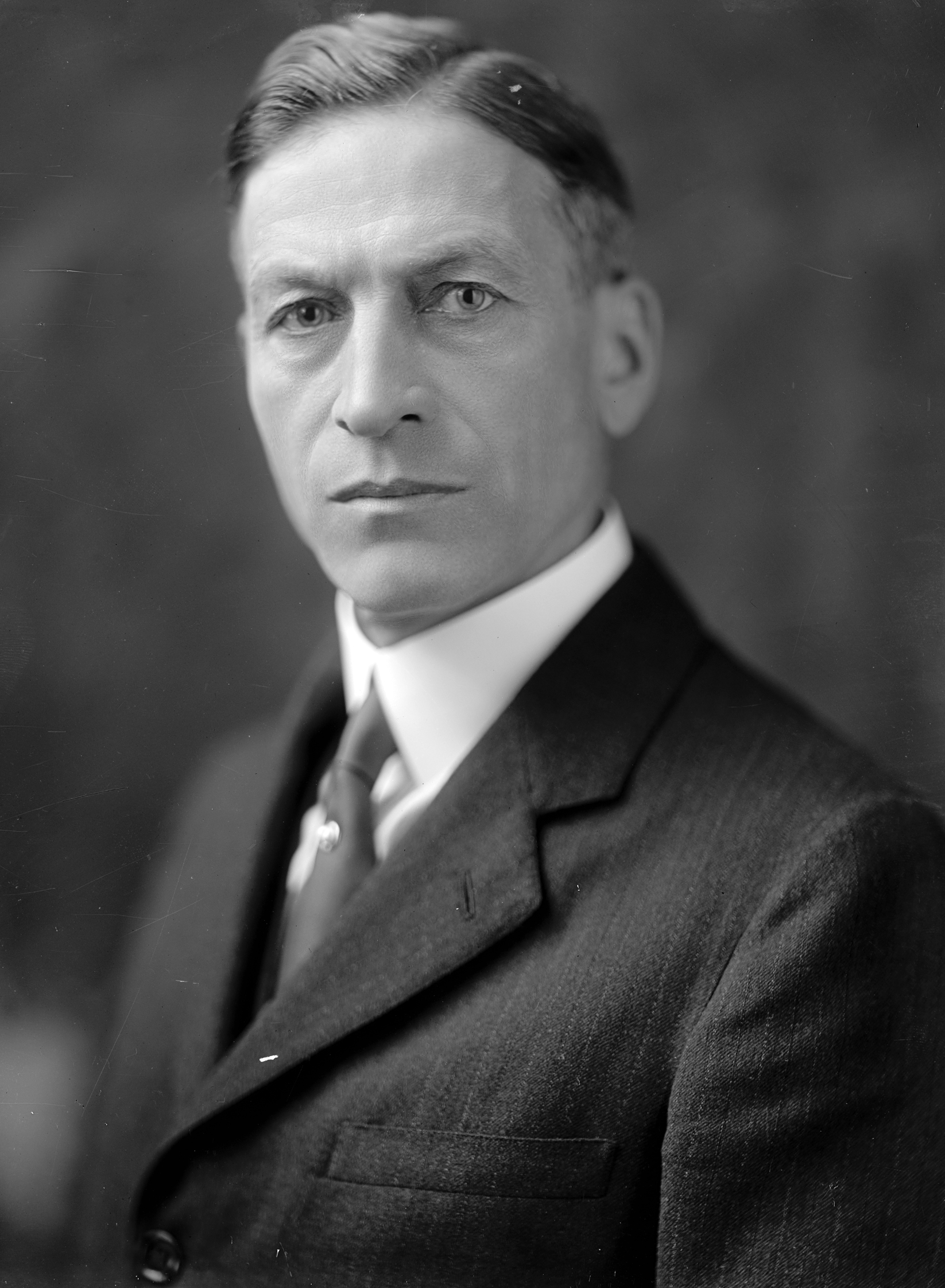
Ole J. Kvale

Ole Juulson Kvale (* 6. Februar 1869 bei Decorah, Winneshiek County, Iowa; † 11. September 1929 nahe dem Otter Tail Lake, Minnesota) war ein US-amerikanischer Politiker. Zwischen 1923 und 1929 vertrat er den Bundesstaat Minnesota im US-Repräsentantenhaus.

## Werdegang
Ole Kvale besuchte die öffentlichen Schulen seiner Heimat. Von 1883 bis 1890 besuchte er das Luther College in Decorah. Es folgte ein Theologiestudium an der University of Minnesota in Minneapolis. Im Jahr 1894 wurde Kvale zum lutherischen Geistlichen ordiniert. Zwischen 1894 und 1917 übte er diesen Beruf im Orfordville (Wisconsin) aus. Zwischenzeitlich erwarb 1914 noch den Grad eines Master of Arts an der University of Chicago. Zwischen 1917 und 1922 war er Pfarrer in Benson (Minnesota).
Im Jahr 1920 kandidierte Kvale als unabhängiger Republikaner erfolglos für den Kongress. Dann schloss er sich der in Minnesota starken Farmer-Labor-Party an. Bei den Kongresswahlen des Jahres 1922 wurde er als deren Kandidat im siebten Wahlbezirk von Minnesota in das US-Repräsentantenhaus in Washington, D.C. gewählt, wo er am 4. März 1923 die Nachfolge von Andrew Volstead antrat. Nachdem er bei den folgenden Kongresswahlen jeweils in seinem Mandat bestätigt wurde, konnte er bis zu seinem Tod am 11. September 1929 im US-Repräsentantenhaus verbleiben. Nach einer Nachwahl fiel sein Abgeordnetenmandat an seinen Sohn Paul.